# Hans Kudlich (Politiker, 1823)

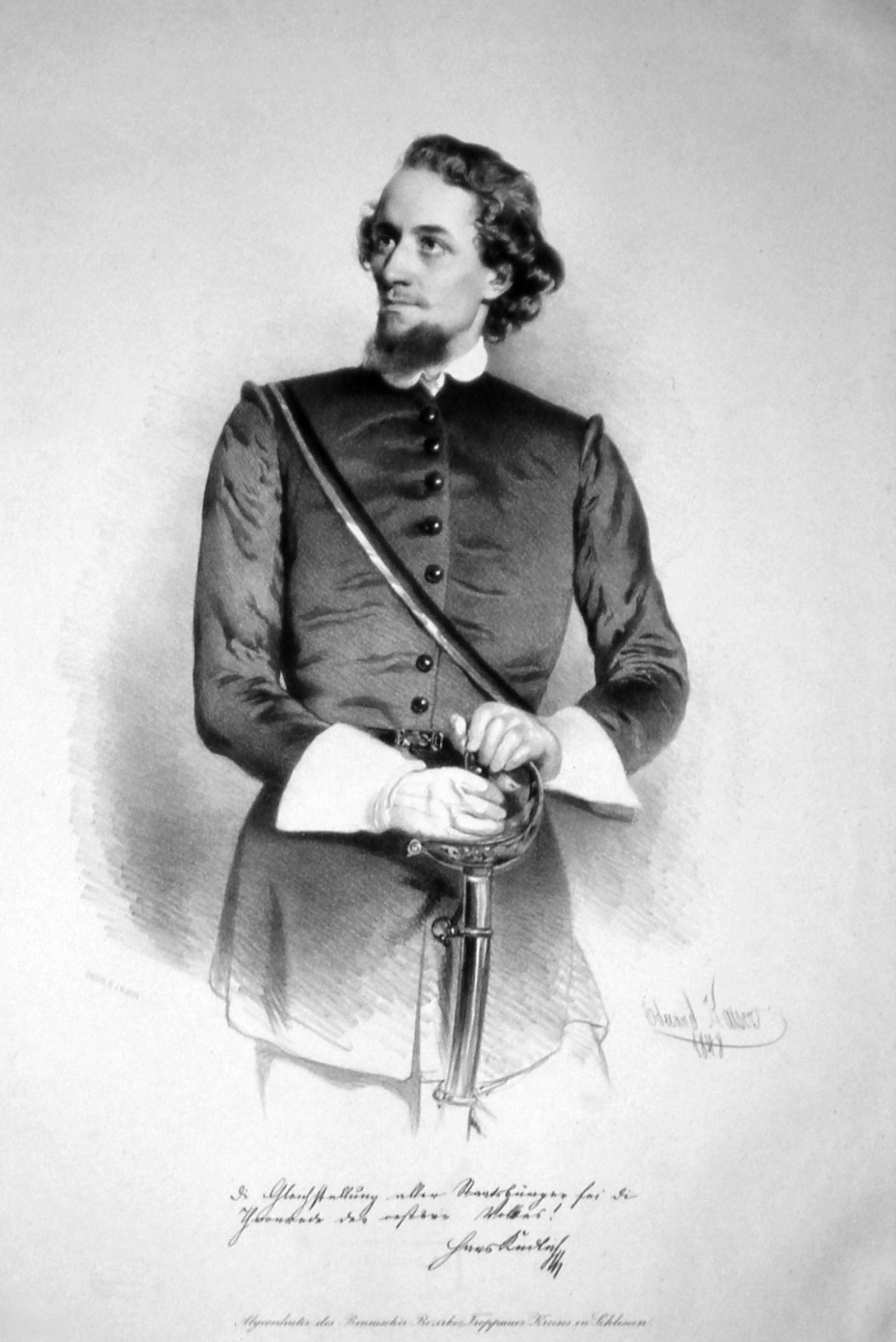
Hans Kudlich, Lithographie von Eduard Kaiser, 1848

Hans Kudlich (* 25. Oktober 1823 in Lobenstein, Österreichisch-Schlesien; † 10. November 1917 in Hoboken, New Jersey, Vereinigte Staaten) war Arzt und österreichischer Politiker und ging als „Bauernbefreier“ für österreichische, böhmische und polnische Bauern in die Geschichte ein. Später floh er in die Vereinigten Staaten, wo er die Staatsbürgerschaft erhielt, sich für das Deutschtum einsetzte und als Arzt praktizierte.

## Herkunft und Ausbildung

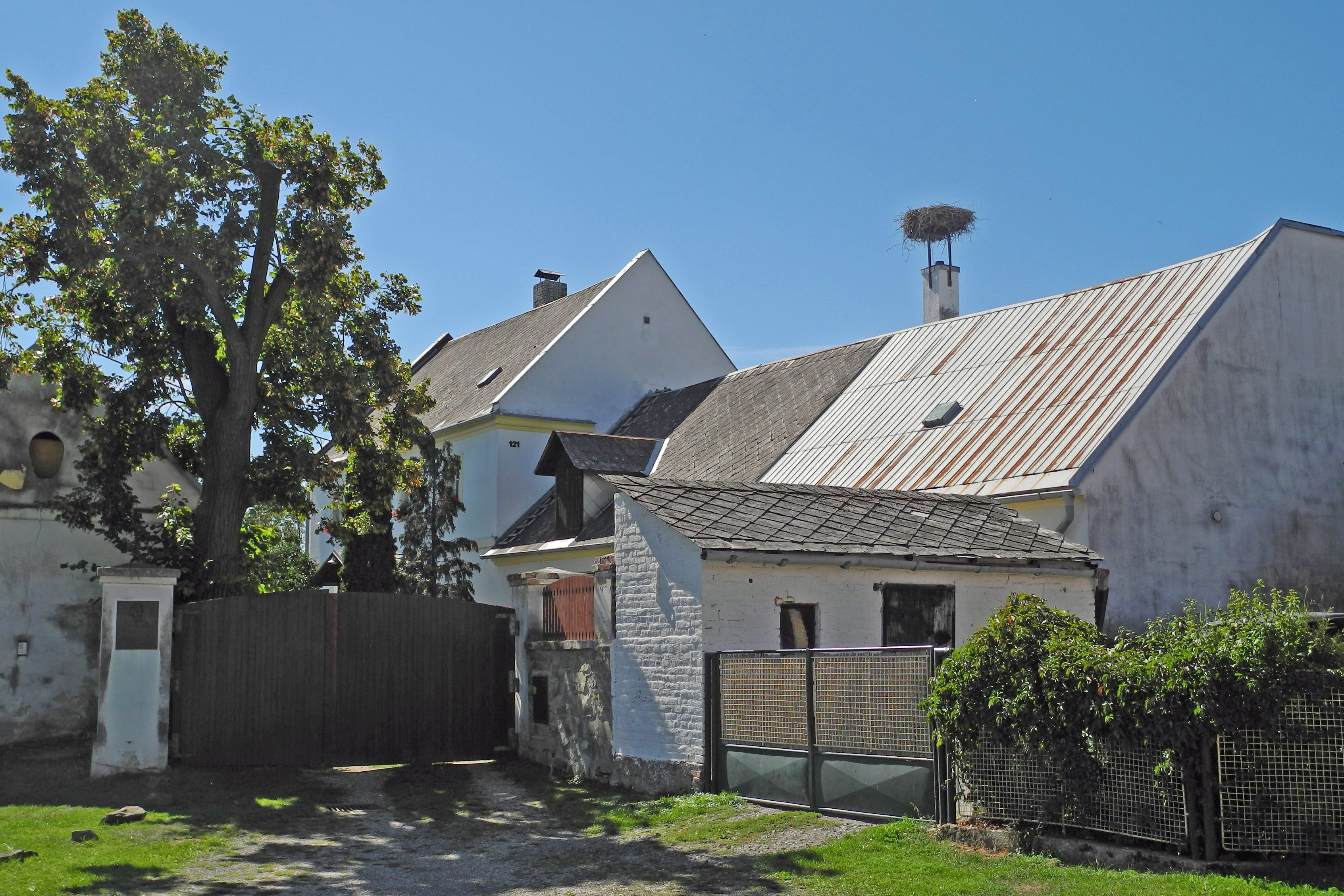
Geburtshaus in Lobenstein

Hans Kudlich wurde 1823 als jüngster Sohn und neuntes von elf Kindern des robotpflichtigen Bauern Johann Kudlich und seiner Ehefrau Eleonora Marie, geb. Ulrich, geboren, die zwei Bauernhöfe besaßen. Johann Kudlich war Sprecher der örtlichen Bauern, die Familie wie die meisten Bauernfamilien des Ortes relativ wohlhabend.
Von 1834 bis 1842 besuchte er das Gymnasium in Troppau, an dem zur selben Zeit der spätere Entdecker der Vererbungslehre, Gregor Mendel, Schüler war. Ihrer beider Lehrer war der Landeshistoriker Faustin Ens. Am Troppauer Gymnasium war Kudlich Mitglied der Ferialverbindung Germania.
Danach studierte Kudlich von 1842 bis 1848 zuerst Philosophie, dann Rechtswissenschaften an der Universität Wien. Er fand Unterkunft beim Schwiegervater seines älteren Bruders Hermann, dem Wiener Notar August Eltz, dessen Söhne er als Hauslehrer unterrichtete.
Sein Bruder Hermann Kudlich (1809–1886) war Abgeordneter der Ersten Deutschen Nationalversammlung in der Frankfurter Paulskirche und im nachfolgenden Stuttgarter Rumpfparlament.

## Zeit als Politiker

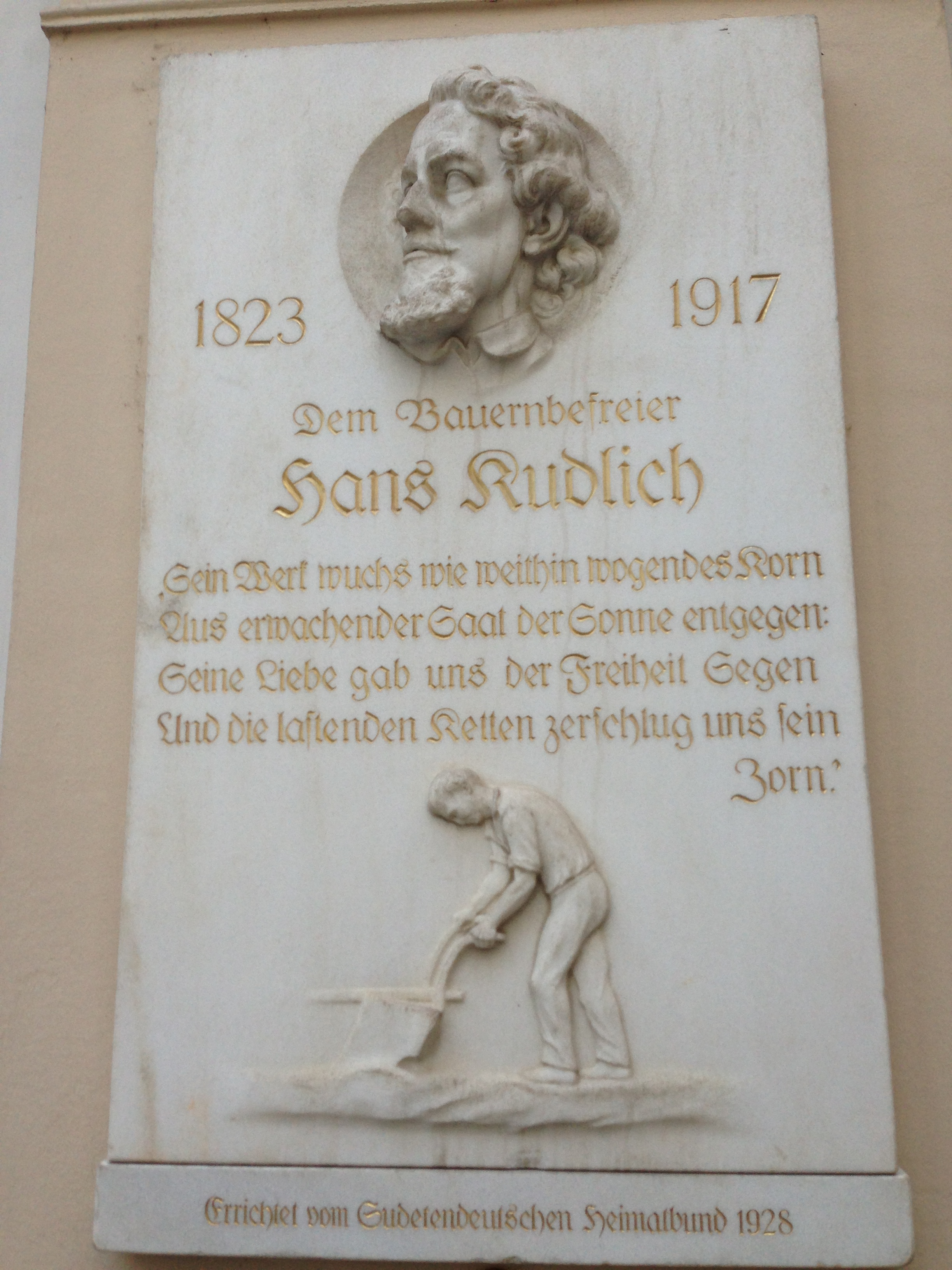
Gedenktafel im Hof des Palais Niederösterreich, Wien

Am 13. März 1848 wurde Kudlich bei der Demonstration vor dem Niederösterreichischen Landhaus in Wien durch einen Bajonettstich verwundet. Er blieb zunächst weiter in Wien und wirkte dort als Mitglied der Akademischen Legion für seine Freiheitsidee. Im Mai begab er sich zur Ausheilung seiner Verletzung nach Lobenstein und wurde dort für die Kandidatur zum Österreichischen Reichstag gewonnen.
Am 24. Juni wurde er in Bennisch, Kreis Freudenthal, in einer Stichwahl zum Reichstagsabgeordneten gewählt. Er erhielt im entscheidenden zweiten Wahlgang auch die Stimmen der tschechischen Bauerndelegierten, die vor diesem zweiten Wahlgang ihren Kandidaten (Bauer Mitschka aus Slatnik) zurückgezogen hatten.
Als jüngstes Mitglied des österreichischen Reichstages stellte er am 24. Juli 1848 den folgenschweren Antrag über die Aufhebung des bäuerlichen Untertänigkeitsverhältnisses samt allen daraus entsprungenen Rechten und Pflichten wie Robot und Zehnt:

„Die hohe Reichsversammlung möge erklären: Von nun an ist das Unterthänigkeits-Verhältniß sammt allen daraus entsprungenen Rechten und Pflichten aufgehoben, vorbehaltlich der Bestimmungen, ob und wie eine Entschädigung zu leisten sey.“

In der Sitzung vom 26. Juli 1848 wurde der Antrag „unter Beifall von der hohen Versammlung fast einstimmig unterstützt“. Danach wurden 20 Änderungsvorschläge eingebracht, die alle unterstützt wurden. Am 9. August kam ein modifizierter Text zur Vorlage:

„Die hohe Reichsversammlung wolle beschließen: Erstens. Daß die Einschränkung der persönlichen Freiheit durch das Band der Unterthänigkeit aufzuhören hat. Zweitens. Daß Robot und Zehent, so wie alle anderen, die Freiheit des bäuerlichen Grundbesitzes beschränkenden, nicht privatrechtlichen, sondern aus dem Verhältnisse der Grundherrlichkeit, Bergherrlichkeit, Vogteiherrlichkeit, Schutzobrigkeit, Dorfobrigkeit und des Lehenbandes entspringender Lasten nicht mehr zu leisten sind. Drittens. Daß eine aus den Vertretern aller Provinzen gewählte Kommission, mit Zuziehung des Ministeriums, mit thunlichster Beschleunigung über die etwaige Entschädigung und über die neue Einführung der neuen Gerichtsverfassung Gesetzentwürfe auszuarbeiten habe. Viertens. Daß die Gerichtsbarkeit und politische Geschäftsführung bis zur Einführung der neuen Gerichtsverfassung von den Patrimonalgerichten inzwischen noch ausgeführt werden sollen. Fünftens. Daß darüber zur Beruhigung des Landvolkes eine feierliche Proklamation zu erlassen sey.“

Der Antrag wurde am 31. August bzw. 1. September beschlossen und trat am 7. September 1848 als Grundentlastungspatent in Kraft.
Im Wiener Oktoberaufstand 1848 nahm Kudlich lebhaften Anteil an den Bemühungen zur Erhaltung der Macht des Reichstages, wendete sich vergebens an die ober- und niederösterreichische Bauernschaft, um sie zum bewaffneten Eingreifen zu gewinnen (Landsturm), und wurde als Unruhestifter vom Feldherrn des Kaisers verfolgt. Mit dem Reichstag übersiedelte er im November von Wien nach Kremsier in Mähren.
Am 4. März 1849 wurde durch Patent von Kaiser Franz Joseph I. die Durchführung des „Bauernbefreiungsgesetzes“ in die Wege geleitet.
Nachdem der Reichstag in Kremsier von Soldaten gesprengt worden war, flüchtete Kudlich nach Preußisch-Schlesien und weiter zu seinem Bruder nach Frankfurt am Main. Anschließend nahm er am Pfälzischen Aufstand teil und wurde Mitglied der provisorischen Regierung. Schließlich flüchtete er über Donaueschingen und Freiburg in die Schweiz.
In einem Brief vom 14. März 1849 meinte Kudlich:

„Die Bildung eines deutschen Kaiserthrones ohne Österreich ist somit wahrscheinlich. Erst spätere Jahre werden uns fühlen lassen, was wir durch diese Trennung verlieren. Denn das Übergewicht der Slawen wird unsere Nationalität bedrücken. … Doch bleibt uns Deutschland immer ein Hafen und Zufluchtsort, in den wir in der Not flüchten können. Denn unser Recht, beim deutschen Volk zu bleiben, das geben wir nie auf, sondern bewahren es uns, bis die Stunde schlägt, in der wir es ausüben dürfen.“

Kudlich war Burschenschafter (Ehrenmitglied der Prager Burschenschaft Markomannia und der Wiener Burschenschaften Germania (III), braune Arminia, Freya, Cheruskia und Eisen sowie Mitglied der Vereinigung Alter Burschenschafter New York). Während der NS-Zeit wurde die Kameradschaft, in die die Burschenschaften Silesia Wien und Arminia Czernowitz umgewandelt worden waren, zu seinen Ehren als Kameradschaft Hans Kudlich benannt.

## Wirken als Arzt
In Bern fand er Aufnahme im Haus des liberalen Professors der Medizin Philipp Friedrich Wilhelm Vogt. Von 1849 bis 1853 studierte er Medizin in Bern und Zürich, wo er im März 1853 sein Doktorexamen ablegte. Zudem heiratete er Mitte 1853 Vogts Tochter Louise (* 1827; † 1884, Freiburg im Breisgau). Aufgrund seiner aktiven Teilnahme am Wiener Oktoberaufstand und am pfälzischen Aufstand wurde Kudlich 1851 und 1854 in Abwesenheit zum Tode verurteilt. Daraufhin wanderte er über Le Havre in die Vereinigten Staaten aus und ließ sich in Hoboken, New Jersey, nieder, wo er eine eigene Arztpraxis betrieb. Er wurde bald ein Verfechter des Deutschtums in Hoboken und New Jersey, half viele deutsche Vereine und Schulen zu gründen, und trat für die Antisklavereibewegung und die Wahl Abraham Lincolns zum Präsidenten der USA ein.
Er pflegte einen lebhaften Briefverkehr mit seiner Heimat, in dem er sich trotz seiner amerikanischen Staatsbürgerschaft immer wieder nachhaltig zu seinem Deutschtum bekannte und gegen den Antisemitismus wandte, weil er seiner Meinung nach die Kräfte des Deutschtums schwächte.
Nachdem ihn Kaiser Franz Joseph 1867 begnadigt hatte und das Todesurteil gegen ihn aufgehoben worden war, besuchte er zusammen mit seinen neun Kindern einige Male seine alte Heimat.
1917 starb Hans Kudlich im Alter von 94 Jahren in Hoboken; seine Söhne, Töchter und Enkel waren am Sterbelager. Der einst jüngste Abgeordnete starb als letzter noch lebender der 383 Abgeordneten des Ersten Österreichischen Reichstages. Da sein letzter Wunsch war „Ich möchte heim“, wurde seine Urne am 11. Oktober 1925 in der Urnenhalle der Hans-Kudlich-Warte in Lobenstein (heute Úvalno) feierlich beigesetzt, wobei reichsdeutschen landwirtschaftlichen Verbänden eine Teilnahme nicht gestattet war.

## Ehrungen

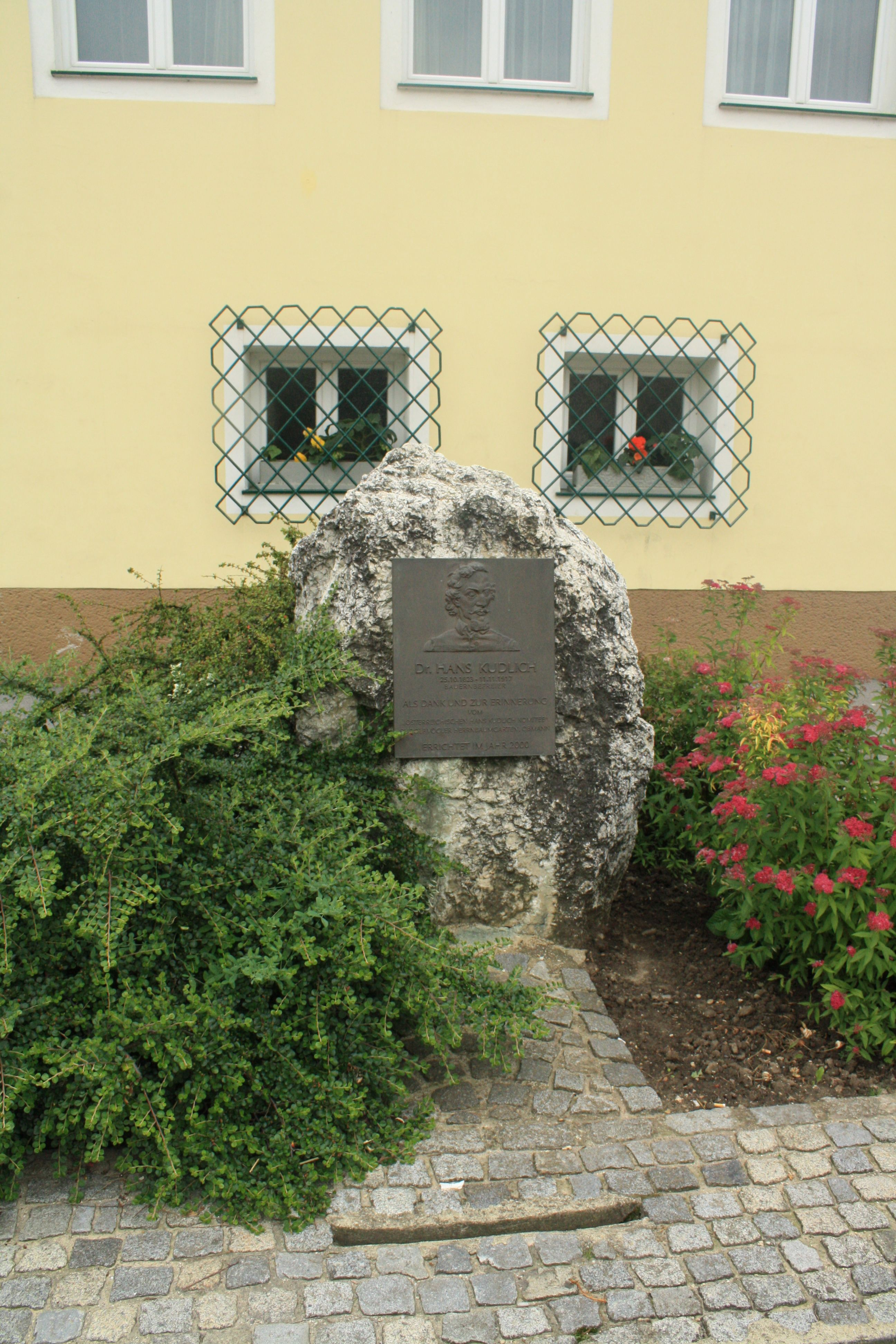
Denkmal in Poysdorf

- Gedenktafeln und Denkmäler in Deutschland, Österreich und in seiner mährisch-schlesischen Heimat erinnern an sein Lebenswerk.
- Straßen und Plätze in Deutschland, Österreich und in seiner mährisch-schlesischen Heimat wurden nach ihm benannt, zum Beispiel die 1872 nach ihm benannte Kudlichgasse in Wien-Favoriten.
- Hans-Kudlich-Preis: In welchem hohen Ansehen Hans Kudlich heute noch steht, zeigt, dass das Ökosoziale Forum Österreich einen Preis verleiht, der den Namen des „Bauernbefreiers“ trägt.
- Weiters vergibt die Johannes-Kepler-Universität Linz ein Hans-Kudlich-Stipendium.
- Die Österreichische Post gab im Oktober 1998 eine Sondermarke, von Maria Schulz entworfen, heraus, die an den 175. Geburtstag des „Bauernbefreiers“ erinnerte.
- Der erste Bundespräsident der Bundesrepublik Deutschland, Theodor Heuss, setzte ihm mit einem Essay in seinem Buch Schattenbeschwörung – Randfiguren der Geschichte ein literarisches Denkmal.
- Ferry Wilhelm Gebauer komponierte und textete Kudlich zu Ehren seinen Vivat Dr. Hans Kudlich Freiheitsmarsch 1848 mit Gesangstrio (op. 2130)
- Hans Kudlich war Ehrenbürger von Wien (seit 1872)[15] und New York.[13]

## Werke
- Rückblicke und Erinnerungen des 1848er Bauernbefreiers. 3 Bände in 1 Band. Sabat, Kulmbach 2017, ISBN 978-3-943506-44-0
- Rückblicke und Erinnerungen. Moldavia, Budweis o. J.
- Rückblicke und Erinnerungen. 3 Bde. Hartleben, Wien 1873
- Eine neue Methode der Rhinoplastik, Zürich 1853